# Нацмер, Дубислав Гнеомар фон
Дубислав Гнеомар фон Нацмер (нем. Dubislav Gneomar von Natzmer; 14 сентября 1654, Гуцмин, Дальняя Померания — 13 мая 1739, Берлин) — прусский генерал-фельдмаршал.

## Биография
Нацмер происходил из кашубской дворянской семьи, известной с 1228 года. Родился в деревне Гуцмин (Хоцимино), близ Полльнова (Полянув) в Восточной Померании, в семье Иоахима Генриха фон Нацмера, ландрата Шлаве (Славно), и Барбары фон Вейер.
Начал военную службу в 1672 году, приняв участие в походе на Верхнем Рейне.
В 1673 году поступил волонтёром в войска Соединенных Провинций, в следующем году был взят в плен французами. В 1675 году произведён в первый офицерский чин. В 1676 году в качестве военного инженера участвовал в осаде Маастрихта.
В 1677 году был принят на бранденбургскую службу лейтенантом в «Элитный драгунский эскадрон» Иоахима Эрнста фон Грумбкова, будущий Первый Силезский лейб-кирасирский полк «Великого Курфюрста». Во время шведско-бранденбургской войны участвовал в осаде Штеттина и в последующих боях, в том числе как адъютант Георга фон Дерфлингера.
С 1680 года штабс-капитан. В 1685—1686 годах, сначала добровольцем, а затем в составе бранденбургского контингента генерал-лейтенанта Шёнинга, участвовал в Великой Турецкой войне. Принимал участие в осаде Буды. По возвращении стал генерал-адъютантом Великого Курфюрста.
Сформировал дворянский полк, получивший название Большого мушкетерского (Grands Mousquetaires), и в 1691 году переименованный в полк Жандармов. В чине подполковника стал его первым командиром.
В ходе войны Аугсбургской лиги сражался со своим полком в составе войск Вильгельма Оранского с французами на Рейне и в Нидерландах, участвовал в осадах Кайзерверта и Бонна, где был ранен. В 1696 году произведён в генерал-майоры.
Особенно отличился в войне за Испанское наследство. В первом Гохштедтском сражении попал в плен, но вскоре был освобождён. Во втором Гохштедтском сражении (1704 год) командовал прусской кавалерией и был тяжело ранен пулей в грудь. В чине генерал-лейтенанта участвовал в битвах при Ауденарде, где возглавил отчаянную кавалерийскую атаку, был несколько раз ранен и едва избежал плена, и Мальплаке, в которой командовал кавалерией второй линии в армии герцога Мальборо. В 1714 году стал кавалером ордена Чёрного орла. После взятия Штральзунда произведё в генералы кавалерии.
В 1728 году стал генерал-фельдмаршалом.
Всего участвовал в 31 кампании, три раза был в плену.
Нацмер был приближённым короля Фридриха Вильгельма I. После провала попытки бегства из страны кронпринца Фридриха король поручил фон Нацмеру задержать его друга и сообщника Ганса Германа фон Катте. Не желая настраивать против себя наследника, фельдмаршал дал фон Катте три часа на уничтожение компрометирующих бумаг и бегство из Пруссии. Поскольку тот не торопился покидать страну, фон Нацмер был вынужден его арестовать. Катте был казнён на глазах у кронпринца, и придворным, в том числе фон Нацмеру, едва удалось отговорить разгневанного короля, собиравшегося, по примеру Петра I, расстрелять своего сына.
Находясь в заключении в крепости Кюстрина, Фридрих отправил фон Нацмеру проект расчленения Речи Посполитой, позволявший соединить земли Бранденбурга и Восточной Пруссии, и реализованный в 1772 году в результате Первого раздела Польши.

## Семья
1-я жена: София фон Врих (1650—1688), дочь Иоахима фон Вриха и сестра генерала Иоахима Фридриха фон Вриха, фрейлина принцессы Софии Шарлотты Бранденбургской. Умерла при родах, ребёнок также умер.
2-я жена (11.1704): Шарлотта Юстина фон Герсдорф (ум. 1763), дочь Николя фон Герсдорфа, саксонского тайного советника, и вдова графа фон Цинцендорф унд Поттендорф.
Дети:
- Карл Дубислав (ум. 1737), камер-юнкер.
- Генрих Эрнст (ум. 1739), капитан.

Оба были холосты и умерли раньше отца. Померанская линия рода фон Нацмер на этом пресеклась. Другие ветви, владевшие землями в Саксонии и Силезии, дали во время франко-прусской войны 1806—1807 годов прусской короне десять офицеров в высоких чинах, в их числе генерала Ольдвига фон Нацмера.